# Hærens Føringsstøtteskole
Hærens Førringsstøtteskole er en tidligere uddannelsesenhed under Forsvaret, hvor der skete uddannelse til Hærens Føringsstøttecenter. 
Ved indeværende forsvarsforlig blev Hærens Føringsstøtteskoles aktiviteter overført til Myndighedsstøtteelementet.
| Militær | Spire Denne artikel om militær er en spire som bør udbygges. Du er velkommen til at hjælpe Wikipedia ved at udvide den. |